# Peene (flod)

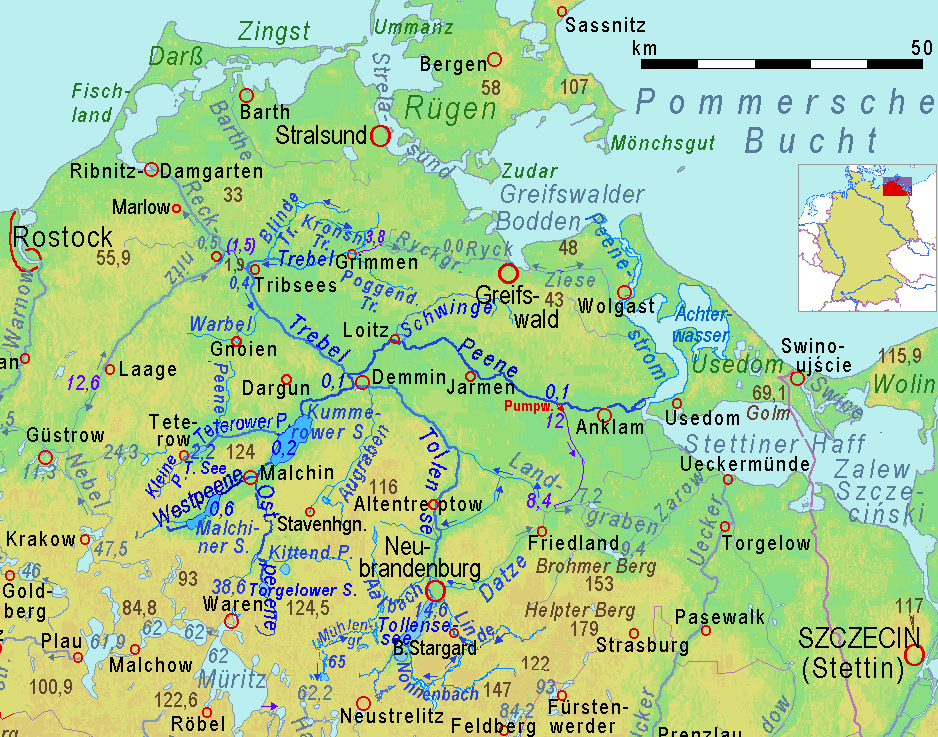

Peene är en 136 km lång flod i nordtyska förbundslandet Mecklenburg-Vorpommern, som avvatnar en yta av 5110 km².

## Sträckningen
Floden rinner upp i Mecklenburg vid byn Grubenhagen, genomflyter Malchin- och Kummerowsjöarna, upptar bifloderna Trebel och Tollense (den senare från Tollensesjön), och rinner 8 km nedanför (öster om) Anklam ut där Stettiner Haff övergår i Peenestrom, en mynningsarm av floden Oder, vid ön Usedom.

## Historia
Under tiden 1720-1814 utgjorde Peene gräns emellan den svenska och den preussiska delen av Vorpommern. 5 nov. 1759 gick svenska armén under Lantingshausen under fiendens eld på pråmar över Peene vid Anklam.